# 健威花園
22°17′30″N 114°12′14″E / 22.29155°N 114.20385°E
健威花園（英語：Healthy Gardens）是香港東區七姊妹的一個私人屋苑，位於英皇道560號。由合和實業及九龍倉集團合作發展，胡應湘建築工程師設計，共有6座住宅樓宇，合共提供1,104個住宅單位，於1979年落成入伙。

## 屋苑名稱
健威花園位於健康西街旁，故命名時特別取「健」字，再配以合和樓宇當年最常用的通名—「威」字。英文則直接採用健康西街英文的「Healthy」而成。

## 屋苑特色

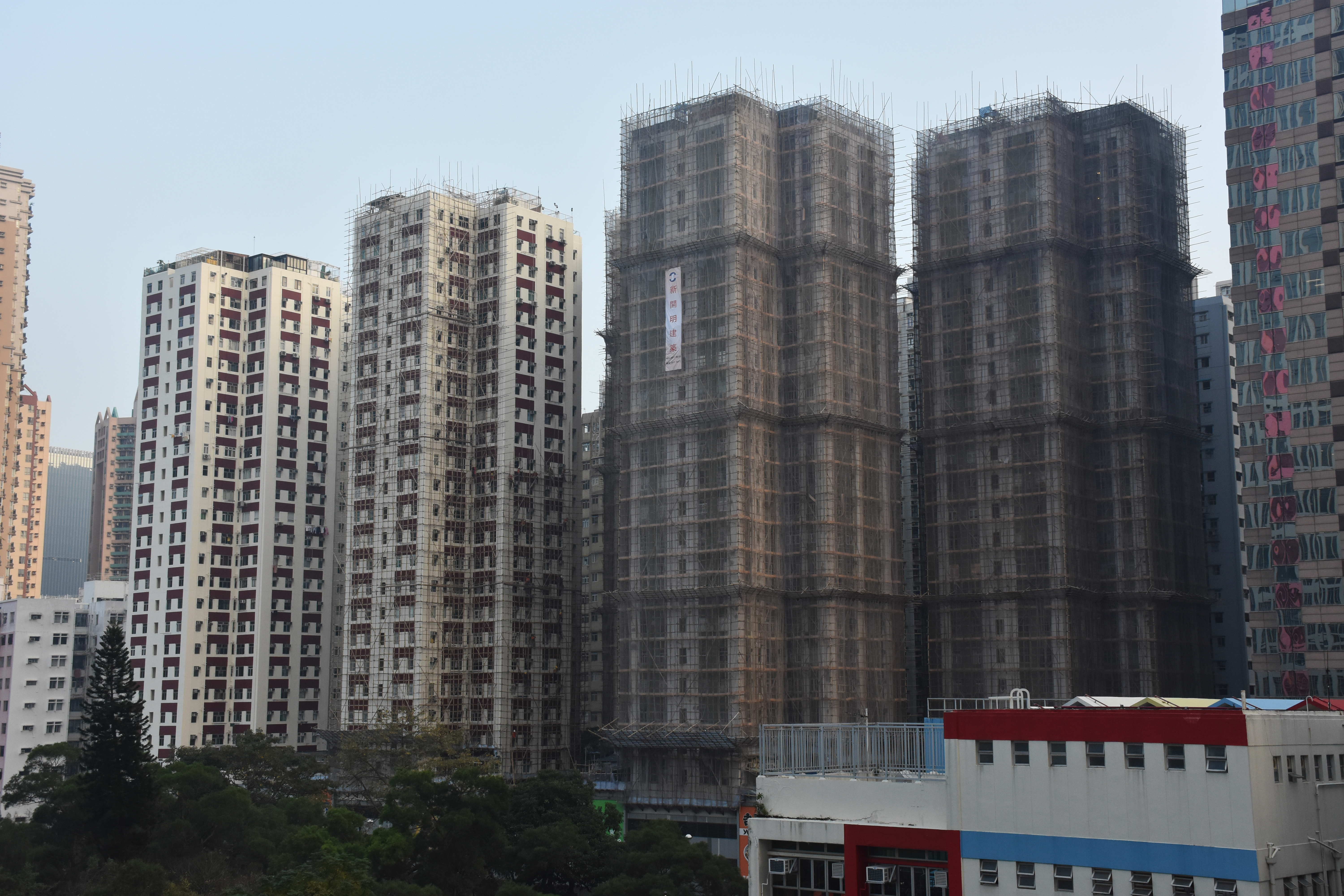
正進行翻新工程的健威花園（2017年4月）

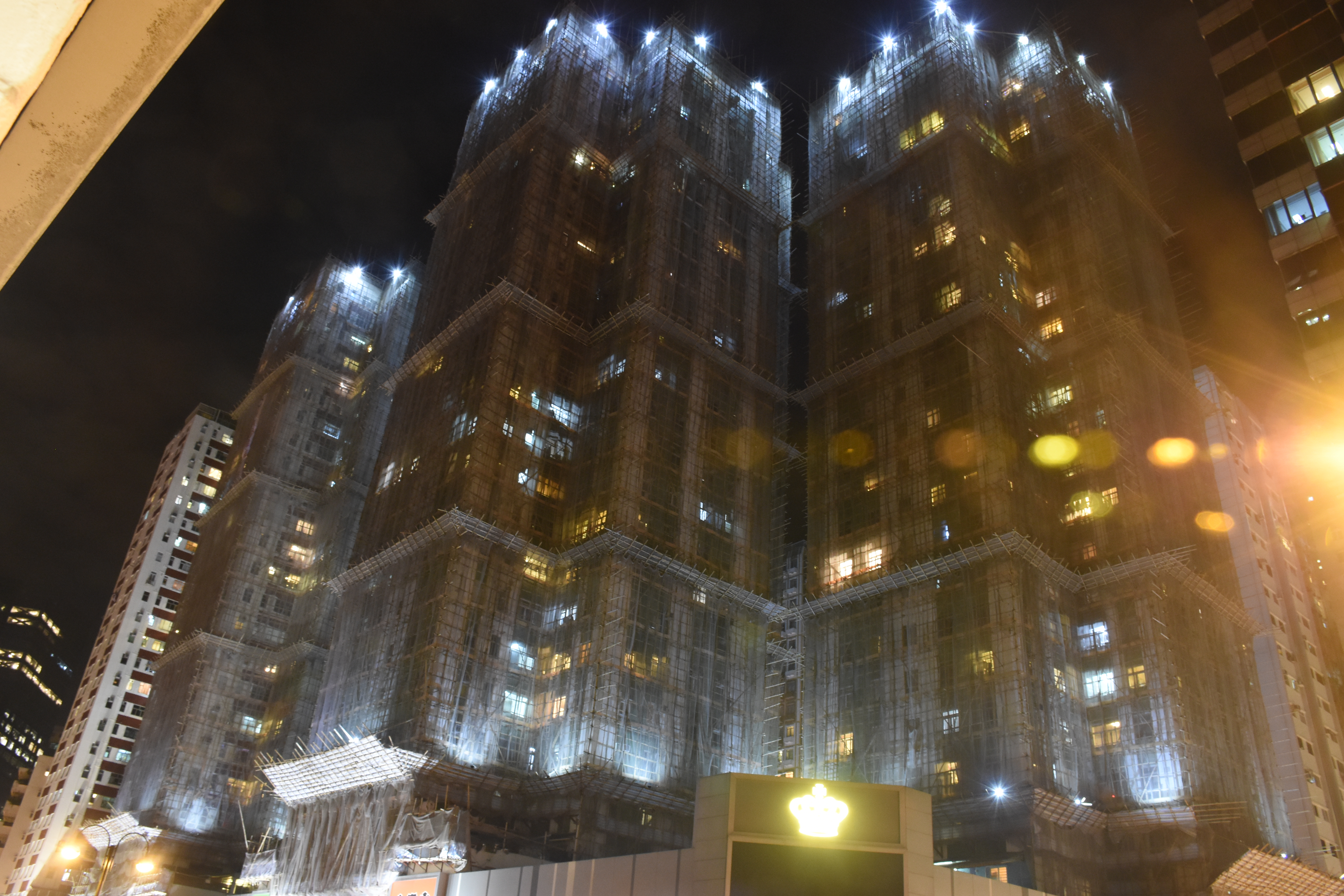
正進行翻新工程的健威花園（2017年1月）

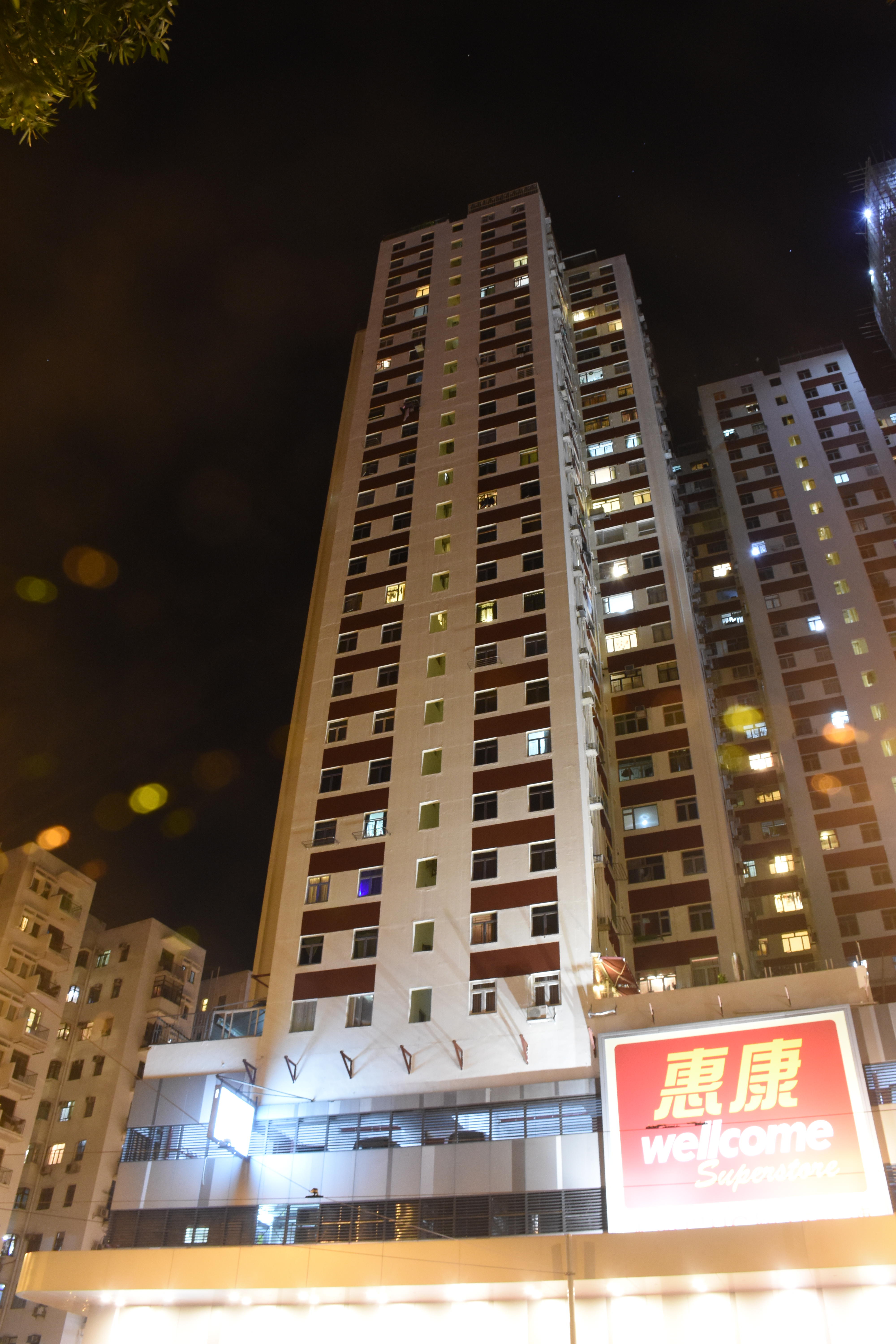
翻新後的健威花園C座

健威花園位處繁忙的英皇道旁，毗鄰港運城，交通十分方便，背後則為寧靜的七姊妹道，鄰近丹拿山及百福花園。雖然屋苑佔地空間有限，卻建有6幢住宅樓宇，並採用前後兩排的形式分佈減少樓宇之間的壓迫感。屋苑基座最底兩層為購物商場—健威坊，對上兩層為停車場，屋苑並設有住客專用平台，在D座與E座之間更有私人游泳池，在鬧市屋苑中較為罕見。
健威花園自1979年落成起即採用合和樓宇常見的白、綠色外牆色彩。2016年，屋苑進行大型翻新工程並終將外牆塗裝改為白色及棕色。以下為各大廈資料：
| 健威花園各座資料 | 健威花園各座資料 | 健威花園各座資料 | 健威花園各座資料 |
| ---------------- | ---------------- | ---------------- | ---------------- |
| 座號             | 大廈層數         | 單位數目         | 入伙日期         |
| A                | 23（4-26樓）     | 184              | 1979年12月       |
| B                | 23（4-26樓）     | 184              | 1979年12月       |
| C                | 23（4-26樓）     | 184              | 1979年12月       |
| D                | 23（4-26樓）     | 184              | 1979年12月       |
| E                | 23（4-26樓）     | 184              | 1979年12月       |
| F                | 23（4-26樓）     | 184              | 1979年12月       |

### 單位
健威花園提供1,104個建築面積為507呎或514呎的兩房單位，全部單位皆不設窗台，故一如其他合和樓宇以高實用率見稱，健威花園的單位實用率高達88%。屋苑向北單位由於前方為休憩用地，景觀較為開揚，高層單位甚至能座擁維港景色，低層單位則難免受英皇道交通噪音影響；向南單位主要為內園景及樓景，與背後繁忙的英皇道相比卻明顯較寧靜。

## 健威坊
健威坊（Fitfort）（又稱健之堡）是附設於健威花園基座的購物商場，樓高2層，原稱健威花園商場，最初由九龍倉置業及會德豐地產負責管理。商場設多間店舖供應居民及鄰近上班族消費所需，主要包括太興、惠康超級市場、759阿信屋、實惠、日本城等。
2009年10月，英皇國際以9.3億港元向會德豐地產收購健威坊商場及353個私家車位。英皇國際預計會斥資5,000萬港元翻新商場。
2023年7月，楊受成以19.4億港元向英皇國際收購健威坊。

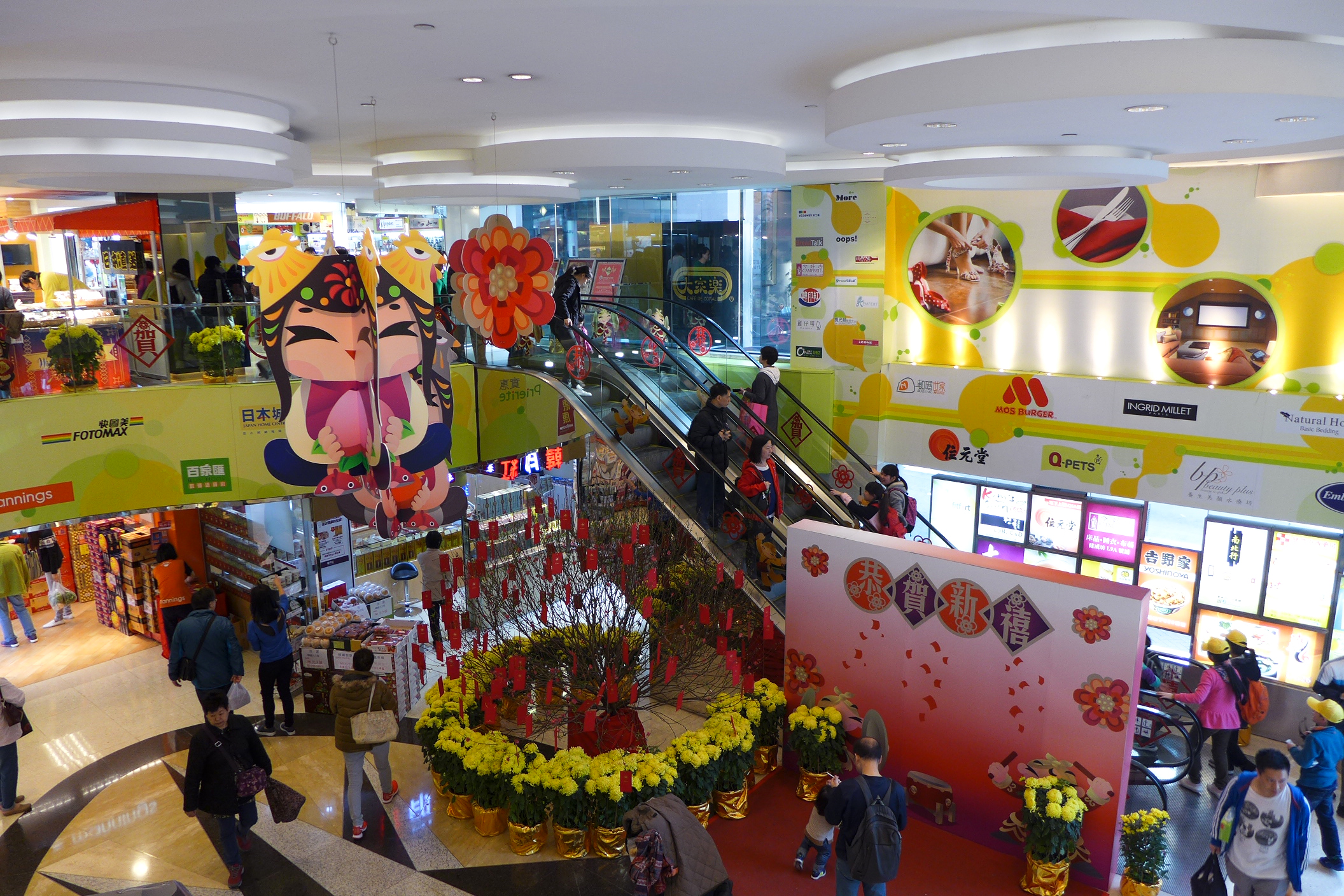
健威坊入口中庭
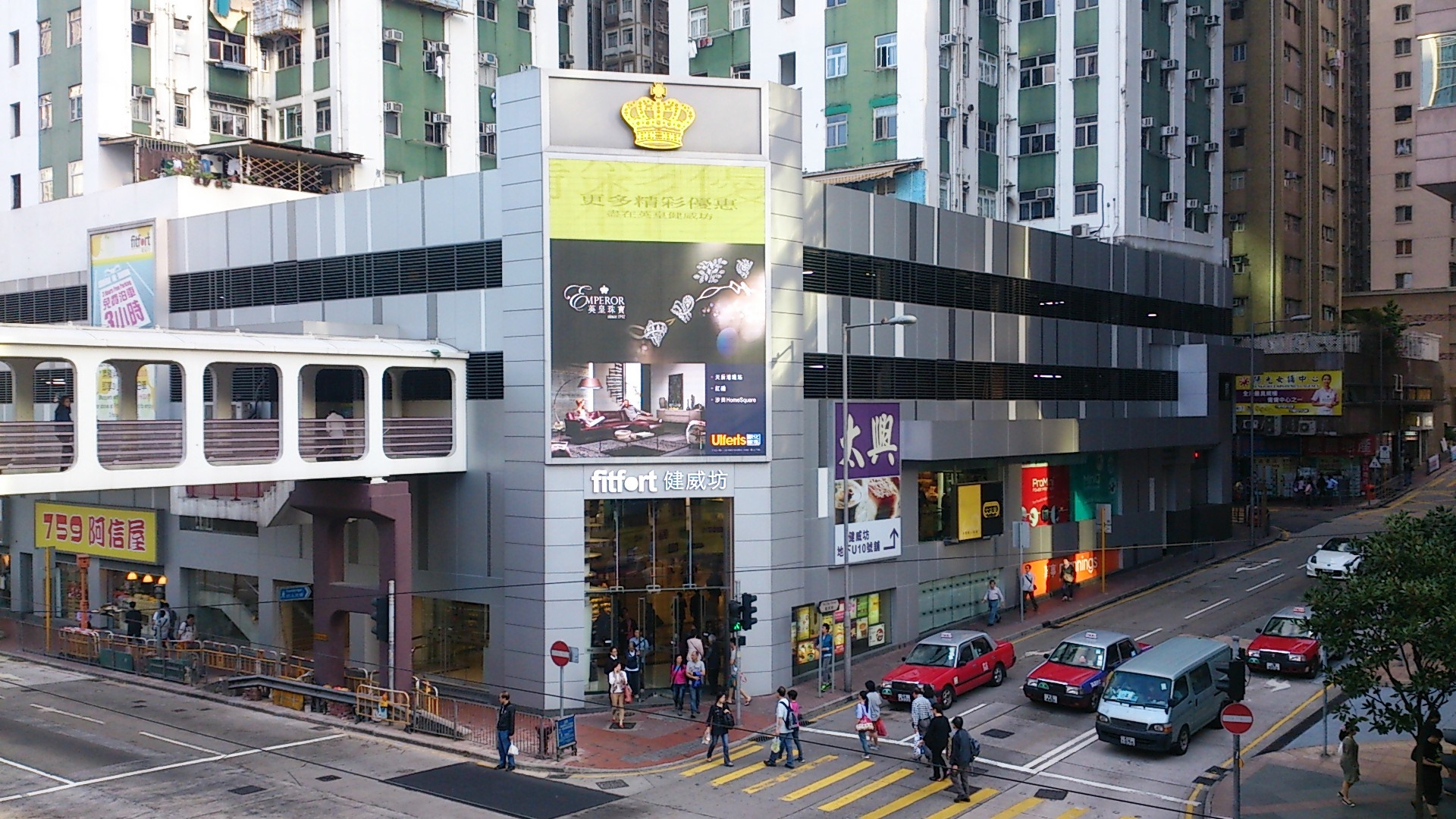
健威坊外貌
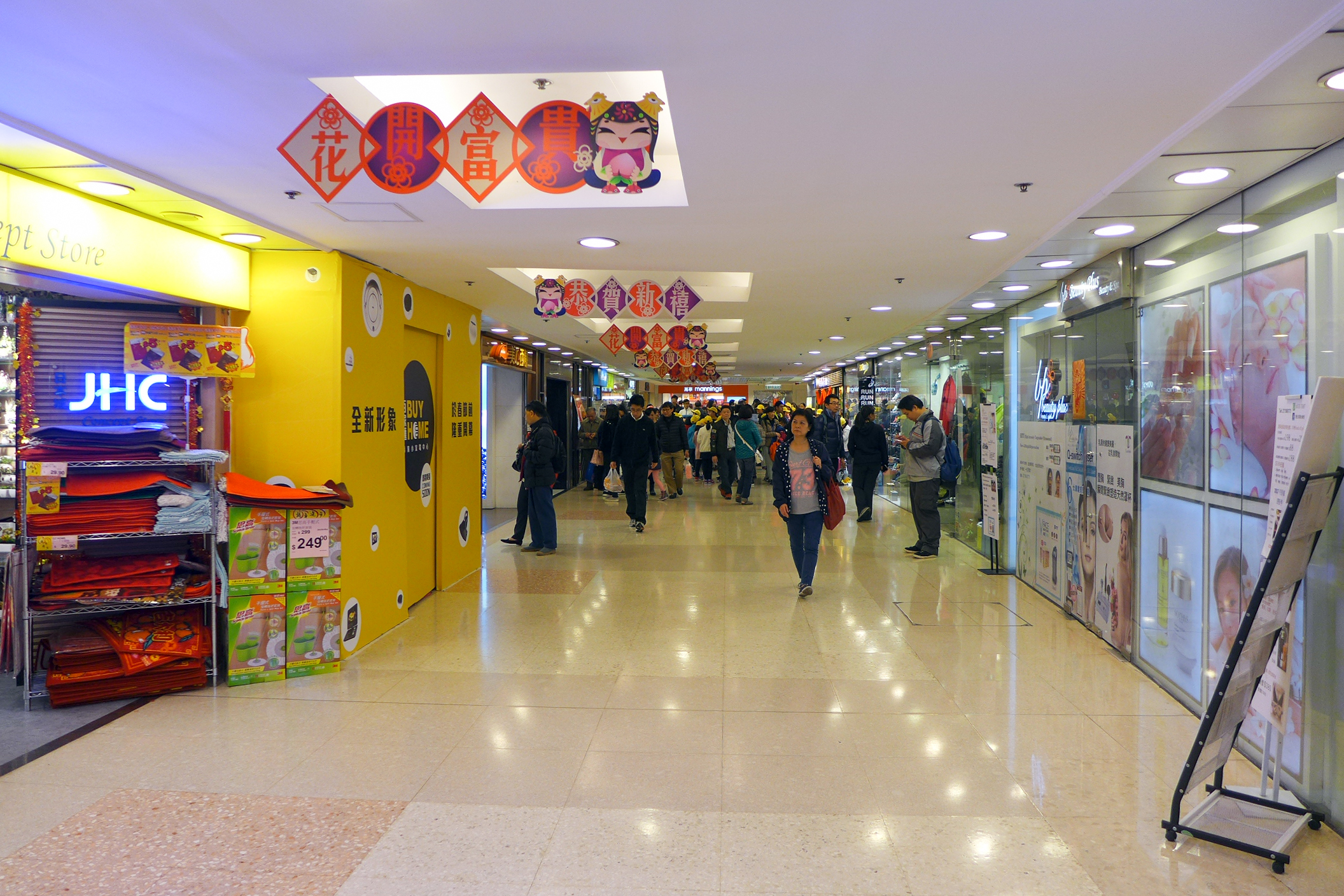
地下商場
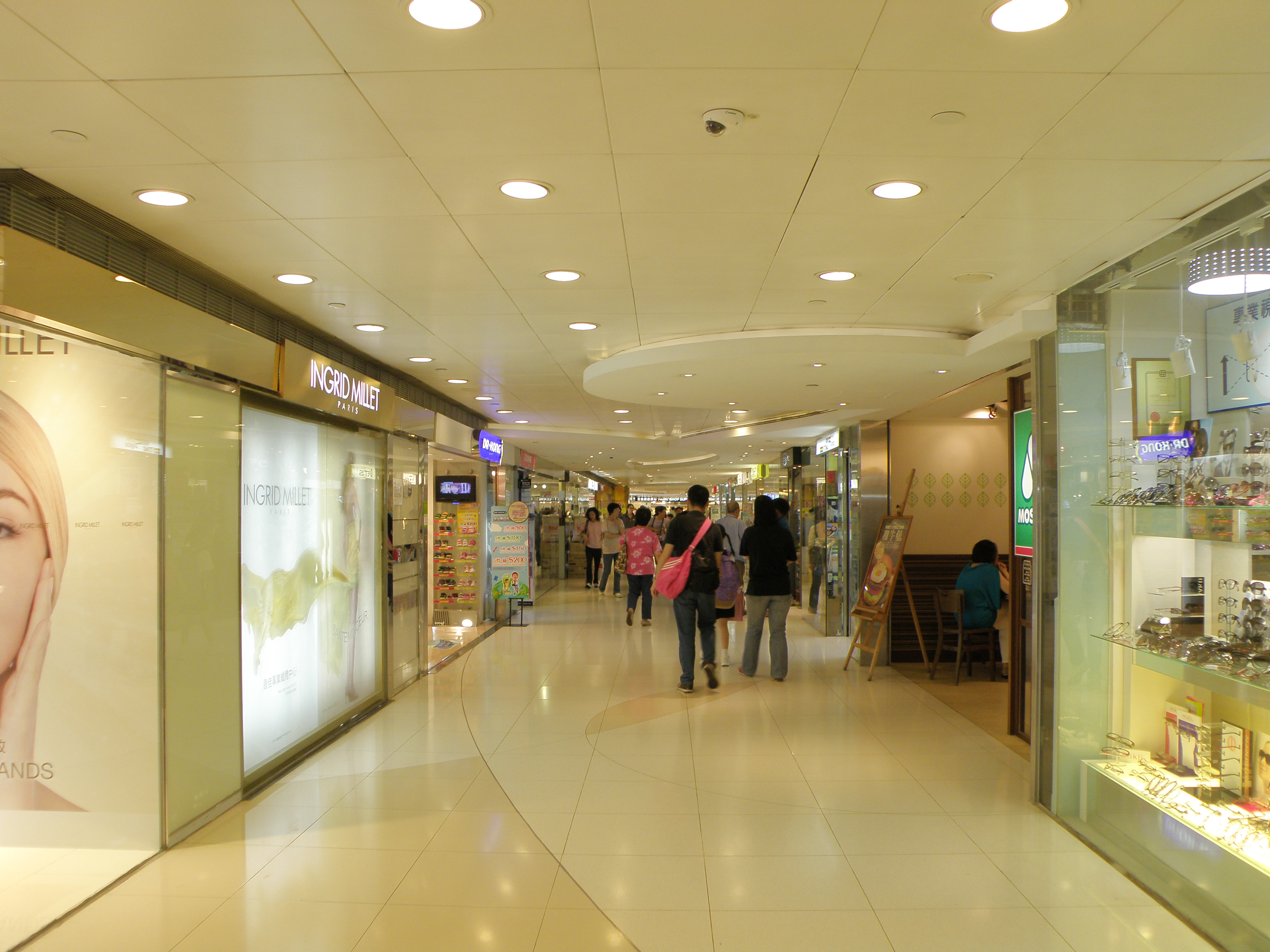
1樓商場

## 重大事件
1980年2月，有剛入伙半月的住客投訴，健威花園在尚未準備妥當的情況下便要求買家入伙。其中大廈走廊外表簡陋、門鐘破損，已繳交費用予合和代為申請電錶卻遲遲未有電力供應，位於大廈天台的鹹水缸更懷疑因不堪受壓而破裂，大量鹹水沿大廈外牆傾瀉而下，並因單位窗框尚未裝妥而令數個單位被鹹水淹浸，屋中傢俱全部報銷。合和方面則就電力問題作出解釋，稱由於竣工驗收時被發現廁所電掣安裝未合乎規格，需要全部重新安裝，其間居民仍須受電力問題困擾。
1982年6月11日，健威花園E座發生集體劫案，其中匪徒6人把守電梯，連看更在內共18人被劫去逾3萬元財物。據悉約10日前該處亦曾發生集體劫案。

## 外部連結
维基共享资源上的相關多媒體資源：健威花園